# Valdeiglesias
Valdeiglesias es una localidad española perteneciente al municipio de Villares de Órbigo, en la provincia de León, comunidad autónoma de Castilla y León.

## Geografía

### Ubicación
| Noroeste: Quintanilla del Valle      | Norte: Quintanilla del Valle     | Noreste: Villares de Órbigo          |
| Oeste: San Justo de la Vega          |                                  | Este: Villares de Órbigo             |
| Suroeste Santibáñez de Valdeiglesias | Sur: Santibáñez de Valdeiglesias | Sureste: Santibáñez de Valdeiglesias |

## Demografía
Evolución de la población
| Gráfica de evolución demográfica de Valdeiglesias entre 2000 y 2014 |
|                                                                     |
| Población de derecho (2000-2014) según el padrón municipal del INE  |